# Силовые установки Ред Булл
Силовые установки Ред Булл (англ. Red Bull Powertrains), сокращение RBPT, - компания по производству высокопроизводительных силовых установок для чемпионата мира Формулы-1, принадлежащая австрийской компании Red Bull GmbH. Подразделение RBPT было образована в 2021 году, которому были переданы технологии производства двигателей внутреннего сгорания, разработанных для чемпионата корпорацией Honda, начиная с сезона 2022 года, после ухода японского производителя из чемпионата по окончании сезона 2021 года. Несмотря на уход из формулы, Honda продолжила поддерживать команды, которые стали использовать установки RBPT в 2022 году и намерена сотрудничать с Ред Булл вплоть до конца сезона 2025 года. Весь период до конца 2025 года Honda обязуется собирает и обслуживать силовые установки поддерживая Ред Булл в гонках. Силовые установки остаются интеллектуальной собственностью Honda.
Моторы под маркой RBPT но разработанные и обслуживаемые Honda начиная с сезона 2022 года используют две гоночные команды Red Bull Racing и Scuderia AlphaTauri. Red Bull Powertrains приступят к полноценному обслуживанию двигателей начиная с сезона 2026 года, в партнёрстве с американским автопроизводителем Ford, по новому регламенту, когда вступят новые правила для силовых установок.

## Двигатели RBPT в Формуле-1
| Легенда к таблице |                                                                    |
| --- | ------------------------------------------------------------------ |
| В таблице перечислены результаты всех Гран-при Формулы-1, в которых принимала участие команда. Строками таблицы являются сезоны, столбцами — этапы чемпионата мира. В каждой клетке указаны сокращённое название этапа и результаты гонщиков команды, дополнительно обозначенные цветом. Расшифровка обозначений и цветов представлена в нижеследующей таблице. |                                                                    |
| \| Пример \| Описание \| \| ------------ \| ------------------------------------------------------------------ \| \| 1 \| Победитель \| \| 2 \| Второе место \| \| 3 \| Третье место \| \| 5 \| Финишировал, заработав очки \| \| Сход \| Не финишировал, но при этом заработал очки \| \| 12 \| Финишировал, не получив очков \| \| НКЛ \| Финишировал, но не попал в финальную классификацию \| \| 15 \| Участвовал вне зачёта, либо по отдельной классификации \| \| 18 \| Не финишировал, но попал в финальную классификацию \| \| Сход \| Не финишировал \| \| НКВ \| Не прошёл квалификацию \| \| НПКВ \| Не прошёл предквалификацию \| \| ДСК \| Дисквалифицирован \| \| ИСК \| Исключён из протокола соревнований \| \| ТТ \| Заявлен для участия только в тренировках \| \| НС \| Участвовал в квалификации, но не стартовал в гонке \| \| Т \| Травмирован или болен \| \| ОТК \| Отказ от участия \| \| НТР \| Прибыл на соревнования, но на трассу не выезжал \| \| НПР \| Был заявлен в числе участников, но не прибыл к началу соревнований \| \| О \| Соревнования отменены \| \| \| Не участвовал \| \| Поул-позиция \| \| \| Быстрый круг \| \| |                                                                    |
| Пример | Описание                                                           |
| 1 | Победитель                                                         |
| 2 | Второе место                                                       |
| 3 | Третье место                                                       |
| 5 | Финишировал, заработав очки                                        |
| Сход | Не финишировал, но при этом заработал очки                         |
| 12 | Финишировал, не получив очков                                      |
| НКЛ | Финишировал, но не попал в финальную классификацию                 |
| 15 | Участвовал вне зачёта, либо по отдельной классификации             |
| 18 | Не финишировал, но попал в финальную классификацию                 |
| Сход | Не финишировал                                                     |
| НКВ | Не прошёл квалификацию                                             |
| НПКВ | Не прошёл предквалификацию                                         |
| ДСК | Дисквалифицирован                                                  |
| ИСК | Исключён из протокола соревнований                                 |
| ТТ | Заявлен для участия только в тренировках                           |
| НС | Участвовал в квалификации, но не стартовал в гонке                 |
| Т | Травмирован или болен                                              |
| ОТК | Отказ от участия                                                   |
| НТР | Прибыл на соревнования, но на трассу не выезжал                    |
| НПР | Был заявлен в числе участников, но не прибыл к началу соревнований |
| О | Соревнования отменены                                              |
| | Не участвовал                                                      |
| Поул-позиция |                                                                    |
| Быстрый круг |                                                                    |

| Сезон      | Шасси | Двигатель                    | Ш | Гонщики          | 1    | 2   | 3    | 4    | 5    | 6   | 7   | 8   | 9    | 10   | 11   | 12   | 13  | 14  | 15   | 16   | 17   | 18  | 19   | 20   | 21  | 22  | Место | Очки |
| ---------- | ----- | ---------------------------- | - | ---------------- | ---- | --- | ---- | ---- | ---- | --- | --- | --- | ---- | ---- | ---- | ---- | --- | --- | ---- | ---- | ---- | --- | ---- | ---- | --- | --- | ----- | ---- |
| 2022       | RB18  | Red Bull RBPTH001 1.6 V6 Т   | P |                  | БАХ  | САУ | АВС  | ЭМИ  | МАЙ  | ИСП | МОН | АЗЕ | КАН  | ВЕЛ  | АВТ  | ФРА  | ВЕН | БЕЛ | НИД  | ИТА  | СИН  | ЯПО | США  | МЕХ  | САП | АБУ | 1     | 759  |
| 2022       | RB18  | Red Bull RBPTH001 1.6 V6 Т   | P | Макс Ферстаппен  | 19   | 1   | Сход | 1    | 1    | 1   | 3   | 1   | 1    | 7    | 2    | 1    | 1   | 1   | 1    | 1    | 7    | 1   | 1    | 1    | 6   | 1   | 1     | 759  |
| 2022       | RB18  | Red Bull RBPTH001 1.6 V6 Т   | P | Серхио Перес     | 18   | 4   | 2    | 2    | 4    | 2   | 1   | 2   | Сход | 2    | Сход | 4    | 5   | 2   | 5    | 6    | 1    | 2   | 4    | 3    | 7   | 3   | 1     | 759  |
| 2022       | AT03  | Red Bull RBPTH001 1.6 V6 Т   | P | Пьер Гасли       | Сход | 8   | 9    | 12   | Сход | 13  | 11  | 5   | 14   | Сход | 15   | 12   | 12  | 9   | 11   | 8    | 10   | 18  | 14   | 11   | 14  | 14  | 9     | 35   |
| 2022       | AT03  | Red Bull RBPTH001 1.6 V6 Т   | P | Юки Цунода       | 8    | НС  | 15   | 7    | 12   | 10  | 17  | 13  | Сход | 14   | 16   | Сход | 19  | 13  | Сход | 14   | Сход | 13  | 10   | Сход | 17  | 11  | 9     | 35   |
| 2023       | RB19  | Honda RBPT RBPTH001 1.6 V6 Т | P |                  | БАХ  | САУ | АВС  | АЗЕ  | МАЙ  | МОН | ИСП | КАН | АВТ  | ВЕЛ  | ВЕН  | БЕЛ  | НИД | ИТА | СИН  | ЯПО  | КАТ  | США | МЕХ  | САП  | ЛАС | АБУ | 1     | 860  |
| 2023       | RB19  | Honda RBPT RBPTH001 1.6 V6 Т | P | Макс Ферстаппен  | 1    | 2   | 1    | 2    | 1    | 1   | 1   | 1   | 1    | 1    | 1    | 1    | 1   | 1   | 5    | 1    | 1    | 1   | 1    | 1    | 1   | 1   | 1     | 860  |
| 2023       | RB19  | Honda RBPT RBPTH001 1.6 V6 Т | P | Серхио Перес     | 2    | 1   | 5    | 1    | 2    | 17  | 4   | 6   | 3    | 6    | 3    | 2    | 4   | 2   | 8    | Сход | 10   | 4   | Сход | 4    | 3   | 4   | 1     | 860  |
| 2023       | AT04  | Honda RBPT RBPTH001 1.6 V6 Т | P | Ник де Врис      | 14   | 14  | Сход | Сход | 18   | 12  | 14  | 18  | 17   | 17   |      |      |     |     |      |      |      |     |      |      |     |     | 8     | 25   |
| 2023       | AT04  | Honda RBPT RBPTH001 1.6 V6 Т | P | Даниэль Риккардо |      |     |      |      |      |     |     |     |      |      | 13   | 16   | Т   |     |      |      |      | 15  | 7    | 13   | 14  | 11  | 8     | 25   |
| 2023       | AT04  | Honda RBPT RBPTH001 1.6 V6 Т | P | Лиам Лоусон      |      |     |      |      |      |     |     |     |      |      |      |      | 13  | 11  | 9    | 11   | 17   |     |      |      |     |     | 8     | 25   |
| 2023       | AT04  | Honda RBPT RBPTH001 1.6 V6 Т | P | Юки Цунода       | 11   | 11  | 10   | 10   | 11   | 15  | 12  | 14  | 19   | 16   | 15   | 10   | 16  | НС  | Сход | 12   | 15   | 8   | 12   | 9    | 18  | 8   | 8     | 25   |
| Источники: |       |                              |   |                  |      |     |      |      |      |     |     |     |      |      |      |      |     |     |      |      |      |     |      |      |     |     |       |      |

### Комментарии
1. 1 2 3  Завоевал «большой шлем»: стартовал с поул-позиции, лидировал на финише каждого круга гонки и победил, показав при этом быстрый круг.
2. 1 2 3 4 5 6 7  Получил дополнительные восемь очков за первое место в спринте.
3. ↑  Получил дополнительные пять очков за четвёртое место в спринте.
4. 1 2 3  Получил дополнительные шесть очков за третье место в спринте.
5. 1 2 3  Получил дополнительные четыре очка за пятое место в спринте.
6. 1 2 3  Совершил «хет-трик»: стартовал с поул-позиции, показал быстрый круг в гонке и победил.
7. 1 2  Получил дополнительные семь очков за второе место в спринте.
8. ↑  Получил дополнительные три очка за шестое место в спринте.